# Tekoa

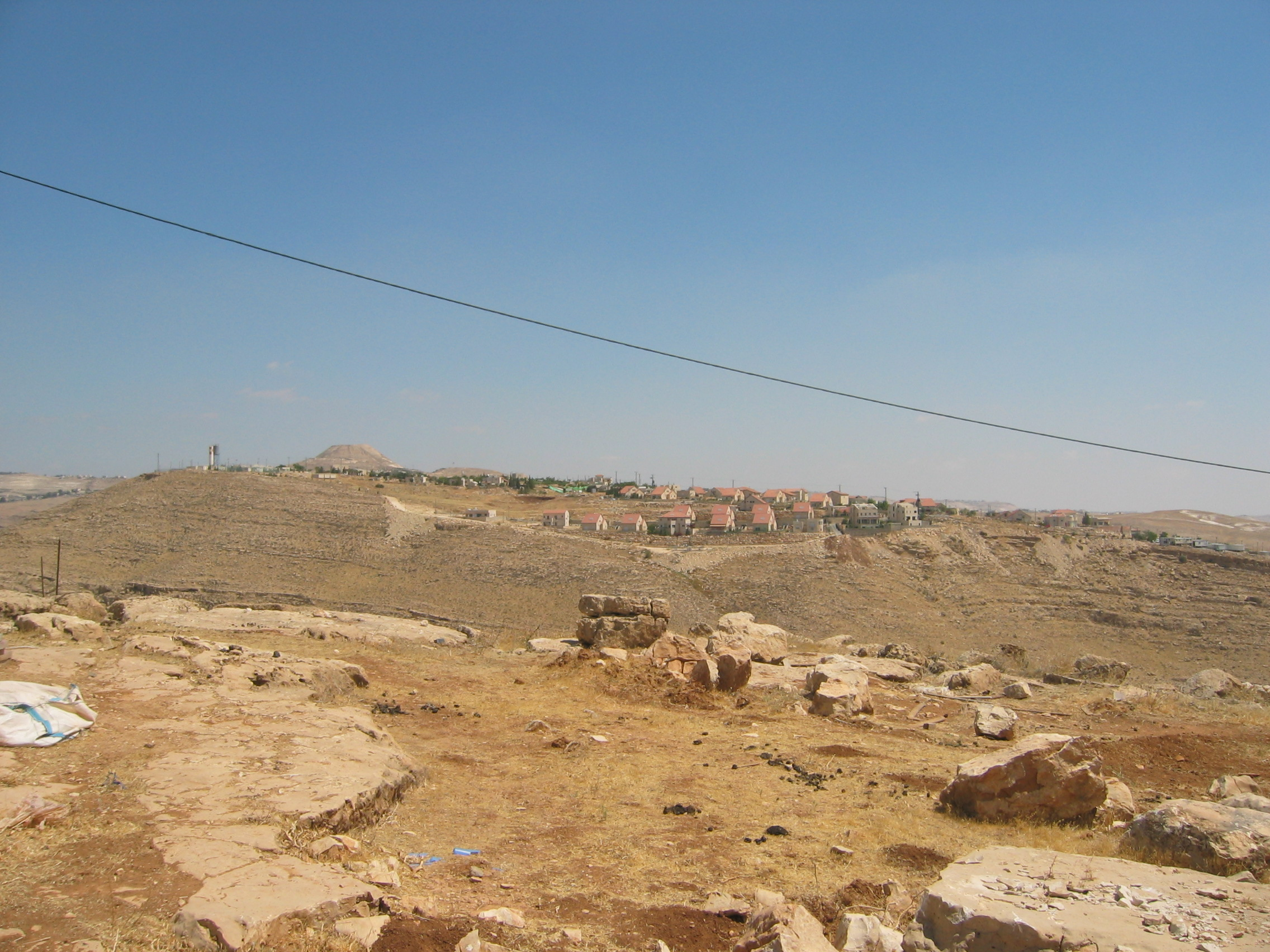
Blick auf Tekoa mit dem Herodium im Hintergrund

Tekoa (hebräisch תקוע) ist eine jüdische Siedlung im seit 1967 von Israel besetzten Westjordanland mit 3633 Einwohnern (2016).

## Lage
Tekoa liegt in der Region Gusch Etzion in den Judäischen Hügeln, ca. 20 km südlich von Jerusalem und ca. 10 km südlich von Bethlehem. Der Ort liegt in einer Höhe von 670 m ü. d. mittleren Meeresspiegel auf einem Kamm, der auf drei Seiten von der Tekoa-Schlucht umgeben ist.
Südlich der jüdischen Siedlung Tekoa liegt das arabisch-palästinensische Dorf gleichen Namens (arabisch تقوع Tuqu’) mit 8881 Einwohnern (2007).
In der Nähe befindet sich die archäologische Stätte Khirbet et-Teqūʿ. Diese wurde als die in der Bibel mehrmals erwähnte, von König Rechabeam befestigte judäische Stadt Tekoa (2 Chr 11,6 ) identifiziert, die auch Herkunftsort des Propheten Amos ist (Am 1,1 ) und nach der diese Siedlung benannt wurde.

## Geschichte
Die Siedlung wurde 1977 gegründet.
Am 20. September 2001 wurde in der Nähe von Tekoa aus einem vorbeifahrenden Lastwagen auf ein Auto geschossen. Eine Israelin wurde erschossen, ihr Ehemann schwer verletzt, die drei Kinder auf den Rücksitzen blieben unverletzt.
Donald Trumps Friedensplan von 2020 sah einen Verbleib Tekoas innerhalb Israels vor. Der Vorschlag sah vor, die Siedlung durch einen schmalen Korridor mit den Siedlungen von Gusch Etzion zu verbinden. Das umliegende Gebiet wäre an einen unabhängigen Staat Palästina gefallen. Der Plan wurde jedoch von Mahmud Abbas abgelehnt.

## Außenposten
- Tekoa B und C, gegründet 2001, liegt 500 Meter südlich der Siedlung Tekoa. 2006 bestand sie aus 44 Wohnwagen und 15 Häusern und zählte 120 Einwohner.
- Tekoa D, gegründet 2002, liegt 1,8 km südöstlich der Siedlung Tekoa und 700 Meter südlich der Siedlung Nokdim. 2006 bestand sie aus 23 Wohneinheiten und zählte 50 Einwohner.
- Tekoa E, gegründet 2014, liegt 2,5 km südöstlich der Siedlung Tekoa. Der Außenposten wurde einige Wochen nach der Gründung wieder verlassen, aber im Februar 2019 erneut errichtet.[6]